# Горечь и сладость
«Го́речь и сла́дость» (кор. Dalkomhan insaeng, «Сладкая жизнь») — кинофильм режиссёра Ким Чжи Уна, вышедший на экраны в 2005 году.

## Сюжет
Ким Сон У на протяжении многих лет работает на влиятельного господина Кана, возглавляющего крупную мафиозную группировку. Однажды хозяин, собираясь на время уехать, поручает Ким Сон У присмотреть за своей молодой любовницей, которую подозревает в неверности. Эта догадка оказывается правильной, однако Ким Сон У, которому девушка пришлась по душе, предлагает молодой паре расстаться и сделать вид, будто ничего и не было. По возвращении господин Кан начинает подозревать, что его работник что-то ему не договаривает и решает проучить его. Однако Ким Сон У способен постоять за себя и отомстить.

## Награды и номинации
- 2005 — участие в основном конкурсе Каталонского кинофестиваля в Ситжесе, где фильм получил приз за лучший оригинальный саундтрек.
- 2005 — премия «Большой колокол» за лучшую мужскую роль второго плана (Хван Чжон Мин), а также две номинации: лучший актёр (Ли Бён Хон), лучшая работа художника-постановщика (Рю Сонхи).
- 2005 — номинация на премию «Голубой дракон» за лучшую мужскую роль (Ли Бён Хон).
- 2006 — премия «Пэксан» за лучшую мужскую роль (Ли Бён Хон).
- 2006 — номинация на премию Webby Awards за лучший веб-сайт о фильме.